# Бечевое
Бечевое (укр. Бечеве) — село, Поповский сельский совет, Новосанжарский район, Полтавская область, Украина.
Код КОАТУУ — 5323484802. Население по переписи 2001 года составляло 30 человек.

## Географическое положение
Село Бечевое находится в 1,5 км от правого берега реки Волчий, на расстоянии в 1 км расположено село Великий Кобелячек. По селу протекает пересыхающий ручей с запрудой.